# Episodi de La que se avecina (quarta stagione)
La quarta stagione della serie televisiva La que se avecina è stata trasmessa in anteprima in Spagna da Telecinco tra il 26 maggio 2010 e il 4 agosto 2010.
| nº | Titolo originale                                                    | Titolo italiano | Prima TV Spagna | Prima TV Italia |
| -- | ------------------------------------------------------------------- | --------------- | --------------- | --------------- |
| 1  | Un chihuahua, un barrendero y un rescate en el convento             |                 | 26 maggio 2010  |                 |
| 2  | Un masajista, un imán de chochetes y un príncipe de los Cárpatos    |                 | 2 giugno 2010   |                 |
| 3  | Una argucia, una yonqui y un vecino al borde de la muerte           |                 | 2 giugno 2010   |                 |
| 4  | Un bohemio, unos labios carnositos y merengue, merengue             |                 | 9 giugno 2010   |                 |
| 5  | El capitán Salami, un cura en peligro y una diosa de la fertilidad  |                 | 16 giugno 2010  |                 |
| 6  | Un apagón analógico, un parto psicológico y un adicto al sexo       |                 | 23 giugno 2010  |                 |
| 7  | Unos hongos, una pitonisa y un espíritu errante                     |                 | 30 giugno 2010  |                 |
| 8  | Un sicario, un puto y una loca del volante                          |                 | 14 luglio 2010  |                 |
| 9  | Una conejita, un inmigrante y un juez cabreao                       |                 | 21 luglio 2010  |                 |
| 10 | Un project leader, una hermana insoportable y un delantero pichichi |                 | 28 luglio 2010  |                 |
| 11 | Un cazamarujas, un sentido pésame y la caída del imperio Recio      |                 | 4 agosto 2010   |                 |